# Chicagoland Television
Chicagoland Television (CLTV) était une chaîne de télévision spécialisée américaine basée à Chicago dans les studios de WGN-TV et appartient à Nexstar Media Group. Elle a été fondée en 1993 et fermée en 2019.